# مدرب المشي
ان مدرب المشي يعد جهازا بعجلات يساعد الشخص غير القادر على المشي بشكل مستقل على التعلم أو إعادة تعلم المشي بأمان وكفاءة كجزء من التدريب على المشي. تم تصميم أجهزة تدريب المشي للأطفال أو البالغين من ذوي الإعاقات الجسدية ، لتوفير الفرصة لتحسين القدرة على المشي. يوفر مدرب المشي كلاً من دعم تخفيف الوزن والمحاذاة الوضعية لتمكين ممارسة المشي. إنها تعمل كمشاية داعمة وتوفر مزيدًا من المساعدة للتوازن وتحمل الوزن ، مقارنة بالمشاة التقليدية أو المشاية المزودة بمنصة. كما أنه يوفر فرصًا للوقوف وتحمل الوزن في وضع آمن ومدعوم.
يمكن أن تؤدي اضطرابات الحركة المختلفة إلى عدم القدرة على المشي بشكل مستقل ، مما يستلزم استخدام مدرب المشي. قد تكون هذه الإعاقة الحركية ناتجة عن حالة طبية منذ الطفولة ، مثل الشلل الدماغي أو السنسنة المشقوقة أو غيرها من إعاقات النمو. أو قد يكون ضعف المشي ناتجًا عن إصابة أو مرض لاحق ، مثل إصابة الدماغ الرضحية أو إصابة الحبل الشوكي غير الكاملة أو السكتة الدماغية. بغض النظر عن سبب الإعاقة ، قد يتعلم الطفل أو البالغ المشي ، أو استعادة القدرة على المشي ، من خلال ممارسة المشي. تشير الاكتشافات الحديثة في مجال المرونة العصبية إلى قدرة الإنسان على التحسين في المهارات الحركية من خلال العلاج القائم على النشاط ، على الرغم من الضرر العصبي الناجم عن حالة أو إصابة، وعلى الرغم من أن الاستقلال التام في المشي قد لا يتحقق في كل حالة ، إلا أنه يمكن تحقيق مكاسب كبيرة في قوة العضلات والتحكم الحركي العصبي للمشي ، من خلال التدريب الحركي.

## استخدام طبيب الأطفال لمدرب المشي
تم تطوير أحد أول مدربي المشي لاستخدامه من قبل الأطفال الذين يعانون من إعاقات في النمو في منتصف الثمانينيات لاستخدامه مع منهج MOVE ، من قبل معلمة التربية الخاصة في كاليفورنيا ، ليندا بيدابي ، بالتعاون مع آخرين في مركز بلير التعليمي. منذ ذلك الوقت ، تطور تصميم جهاز تدريب المشي للأطفال وتم تحسينه ، كما طور العديد من الشركات المصنعة أجهزة تدريب المشي عالية الجودة.

## استخدام أجهزة تدريب المشي لإعادة تأهيل الكبار
في إعادة تأهيل البالغين ، يتم إجراء تدريب المشي بشكل تقليدي في البداية ضمن قضبان متوازية باعتباره الجهاز المساعد الأكثر استقرارًا. مع تحسن المشي ، يمكن للمريض أن يتقدم إلى مشاية أو عكازات أو عصي ثنائية أو عصا واحدة. عادة ما يحدث هذا التدريب على المشي أثناء جلسات العلاج الطبيعي. يمكن أن يتيح التطوير الأحدث للتدريب على المشي لدعم وزن الجسم ، مثل جهاز المشي ، مزيدًا من ممارسة المشي بشكل كبير مع إجهاد أقل للمعالج ، مقارنةً بالتدريب التقليدي على المشي.